# Pinacoteca di Brera

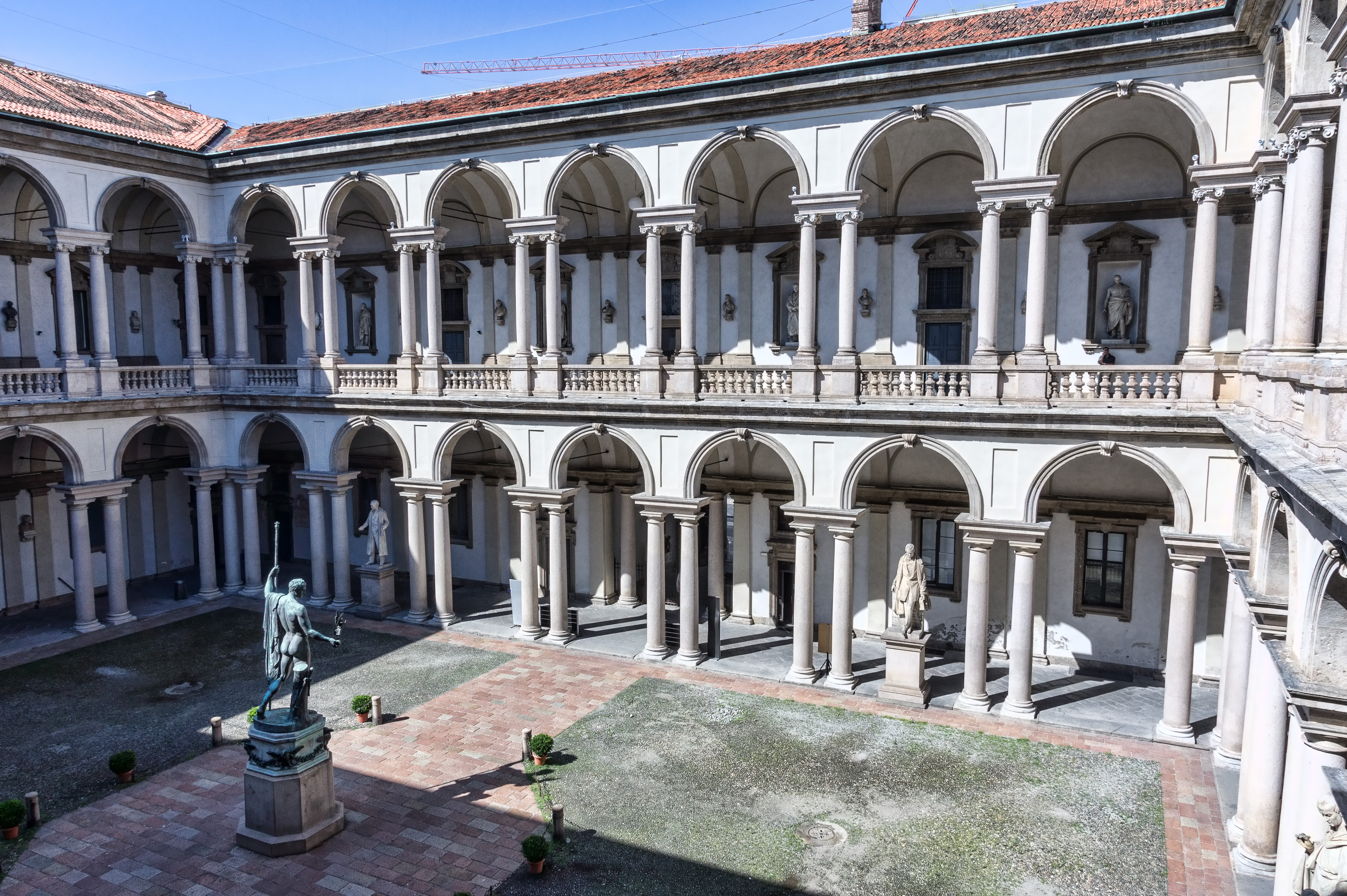
Innenhof des Palazzo Brera

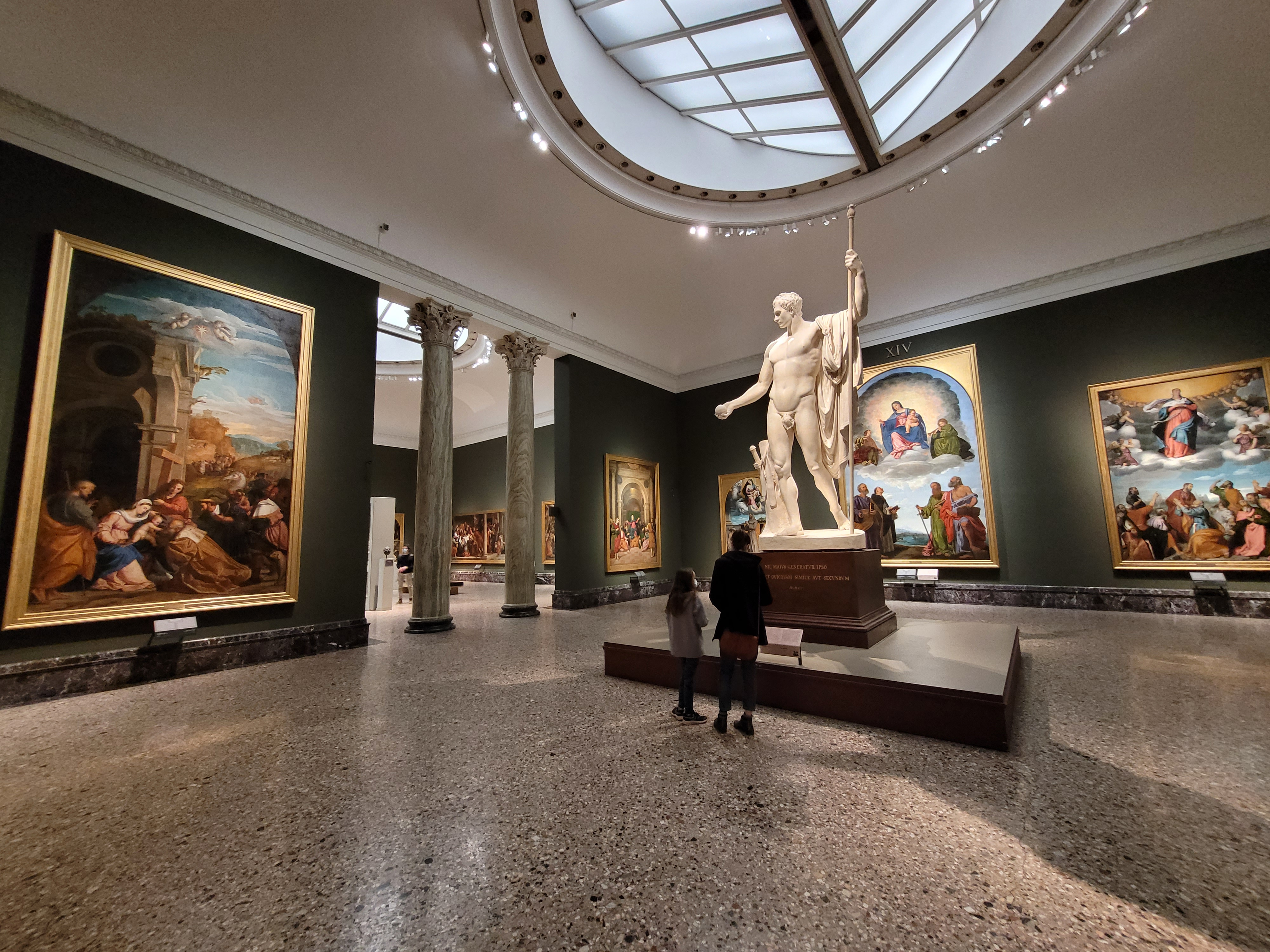
Pinacoteca di Brera

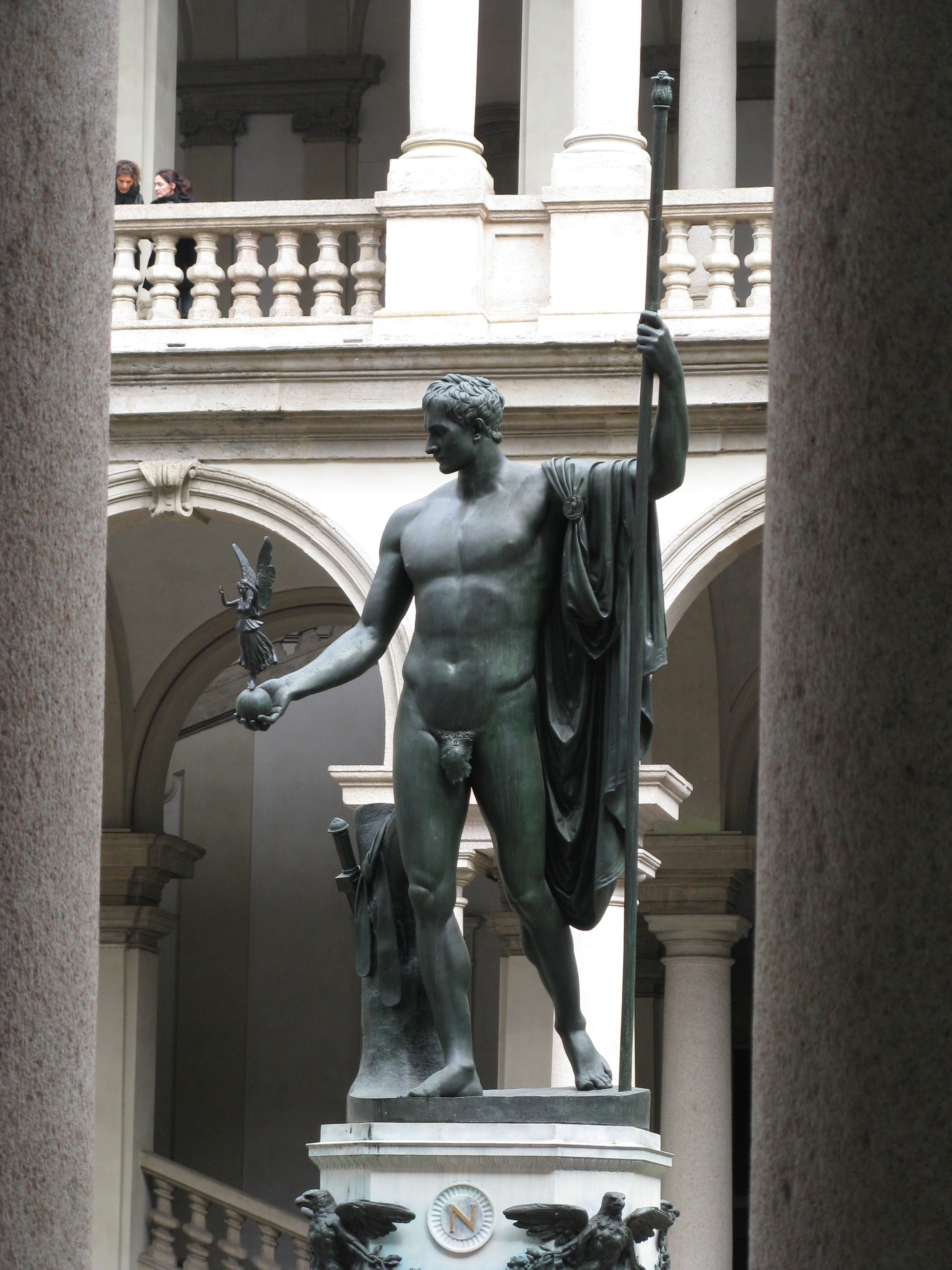
Napoleon als friedensbringender Mars (Antonio Canova, 1811); Statue im Cortile del Palazzo di Brera

Die Pinacoteca di Brera in Mailand gehört zu den bedeutendsten Kunstmuseen Italiens. Sie hat ihren Sitz im barocken Palazzo di Brera. Schwerpunkte der Schausammlung liegen auf der oberitalienischen Malerei der Renaissance und Barockzeit, aber auch das Trecento, die übrigen italienischen Kunstlandschaften und jüngeren Kunstepochen sind neben der frühen Antike und niederländischen Barockmalerei vertreten.

## Geschichte
Die Gemäldesammlung geht zurück auf die Gründung einer Kunstakademie (Accademia di Belle Arti di Brera) im Jahre 1776, als die Lombardei zum Habsburgerreich gehörte. Auf Veranlassung von Maria Theresia wurde der Akademie eine Sammlung von Gipsabgüssen sowie von Drucken und Zeichnungen angegliedert.
Grundstock für die Sammlung bildeten Altarbilder, die nach der Auflösung von Klöstern und Kirchen durch Napoleon in die Sammlung gelangten. Während die besten und berühmtesten Werke in den Louvre nach Paris gebracht wurden, bildeten die von Napoleon verschmähten Bilder den Grundstock der großen Sammlungen in Mailand, Venedig und Bologna.
Nach dem Wiener Kongress sollten zwar die Kunstwerke an die früheren Besitzer zurückgegeben werden, doch die Brera konnte die meisten Objekte behalten und ihren Bestand durch Schenkungen noch erweitern. 1882 wurden Akademie und Museum in zwei selbständige Organisationen geteilt, mit bedauerlichen Folgen für die Sammlung, die zum Teil zerstreut und auf andere Museen verteilt wurde. 
Das „Observatorium von Brera“ beherbergte den Astronomen Giovanni Schiaparelli vier Jahrzehnte lang, und der Orto Botanico di Brera ist ein historischer botanischer Garten, der sich hinter der Pinacoteca befindet. Während des Ersten Weltkriegs wurde die Sammlung aus Sicherheitsgründen nach Rom gebracht und kehrte nach Ende des Krieges in ein frisch renoviertes Haus zurück. Im Zweiten Weltkrieg wurden die Werke der Pinacoteca von der Direktorin Fernanda Wittgens gesichert und die Sammlung blieb unbeschadet, während das Gebäude durch Bombenangriffe 1943 schwer beschädigt wurde (Zerstörung von sechsundzwanzig der vierunddreißig Säle). Die Pinacoteca begann ihren Wiederaufbau im Februar 1946 dank der Finanzierung durch einige Mailänder Familien, einschließlich der Familie Bernocchi, und der Arbeit von Piero Portaluppi, Gualtiero Galmanini und der Superintendentin Fernanda Wittgens. 
Auf Betreiben des Kulturministers Gennaro Sangiuliano wurde der Brite James Bradburne, der das Museum während acht Jahren geleitet hatte, durch Angelo Crespi ersetzt.

## Ausgestellte Werke (Auswahl)
- Sofonisba Anguissola: Selbstbildnis, um 1561/1571
- Gentile Bellini:
  - Die Predigt des hl. Markus in Alexandria
- Giovanni Bellini:
  - Pietà, um 1470
  - Maria mit Kind, um 1486
  - Maria mit Kind in einer Landschaft, 1510
- Umberto Boccioni: Selbstbildnis vor einer Vorstadt, 1908
- Agnolo Bronzino:  Andrea Doria als Neptun, ca. 1540–1550
- Antonio Canova: Statue Napoleons
- Caravaggio: Christus in Emmaus, 1606
- Francesco del Cossa: St. Peter; Johannes der Täufer, 1473
- Francesco Filippini
  - Il Maglio, 1887
  - La Strigliatura della canapa, 1889
- Piero della Francesca: Pala Montefeltro (Sacra Conversazione)
- Francesco Hayez
  - Der Kuss, 1859
- Andrea Mantegna:
  - Polyptychon des Hl. Lukas, um 1453–1455
  - Beweinung Christi, um 1464–1500
- Marco Palmezzano: Madonna mit Kind und Heiligen, 1493
- Giambattista Pittoni
  - Bacchus und Ariadne
  - Hannibal schwört Haß gegen die Römer
- Raffael: Vermählung Mariä
- Peter Paul Rubens: Das letzte Abendmahl, um 1632
- Tintoretto: Die Bergung des toten Hl. Markus, 1563/64
- Tizian: Hl. Hieronymus, um 1555

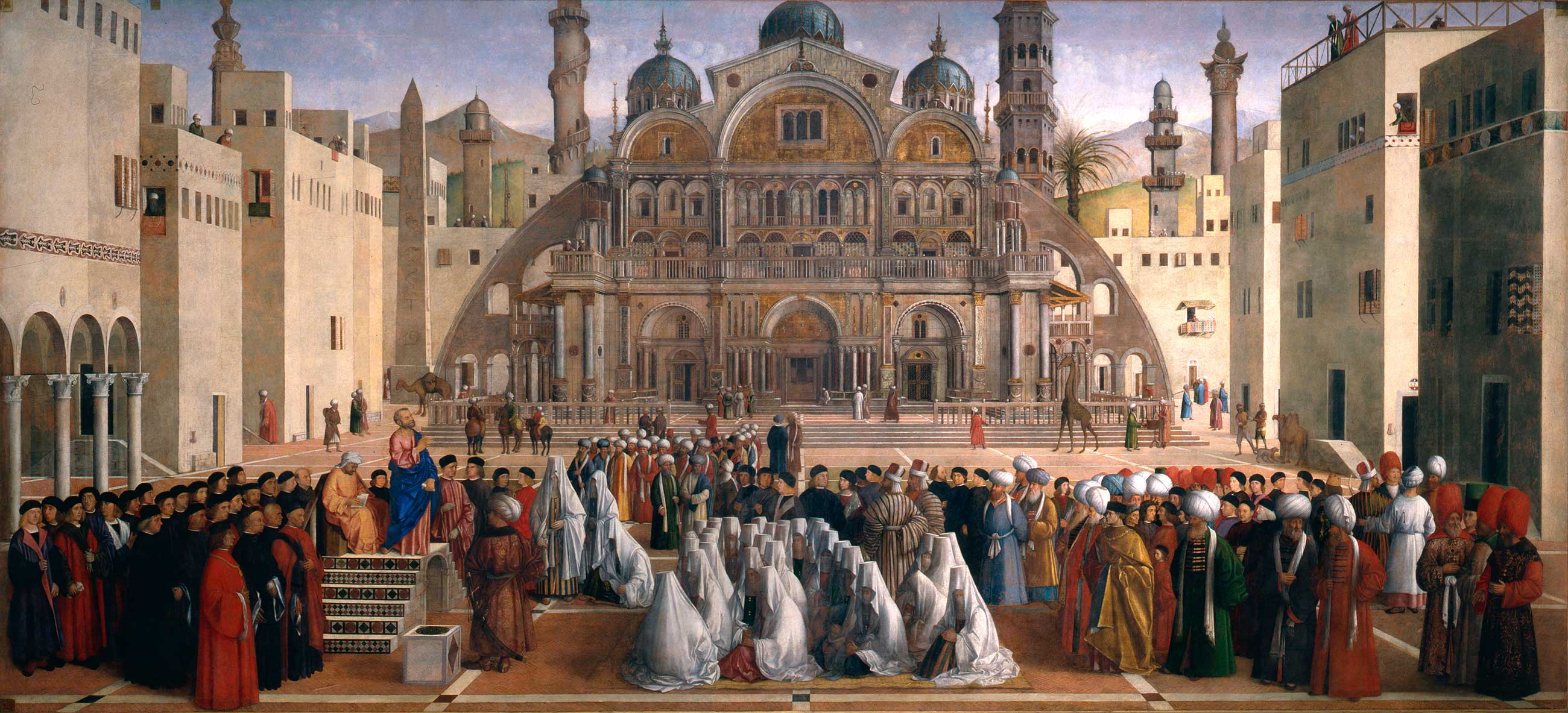
Gentile Bellini: Die Predigt des hl. Markus in Alexandria, Ägypten
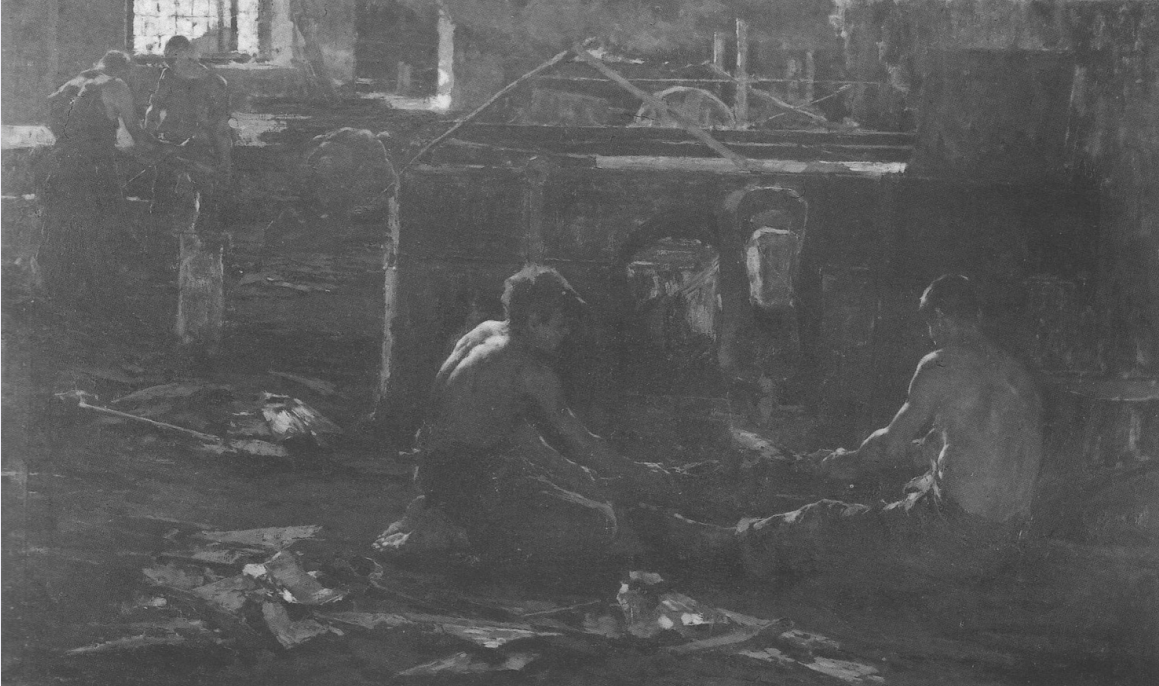
Francesco Filippini: Il Maglio
Francesco Filippini: La stigliatura della canapa
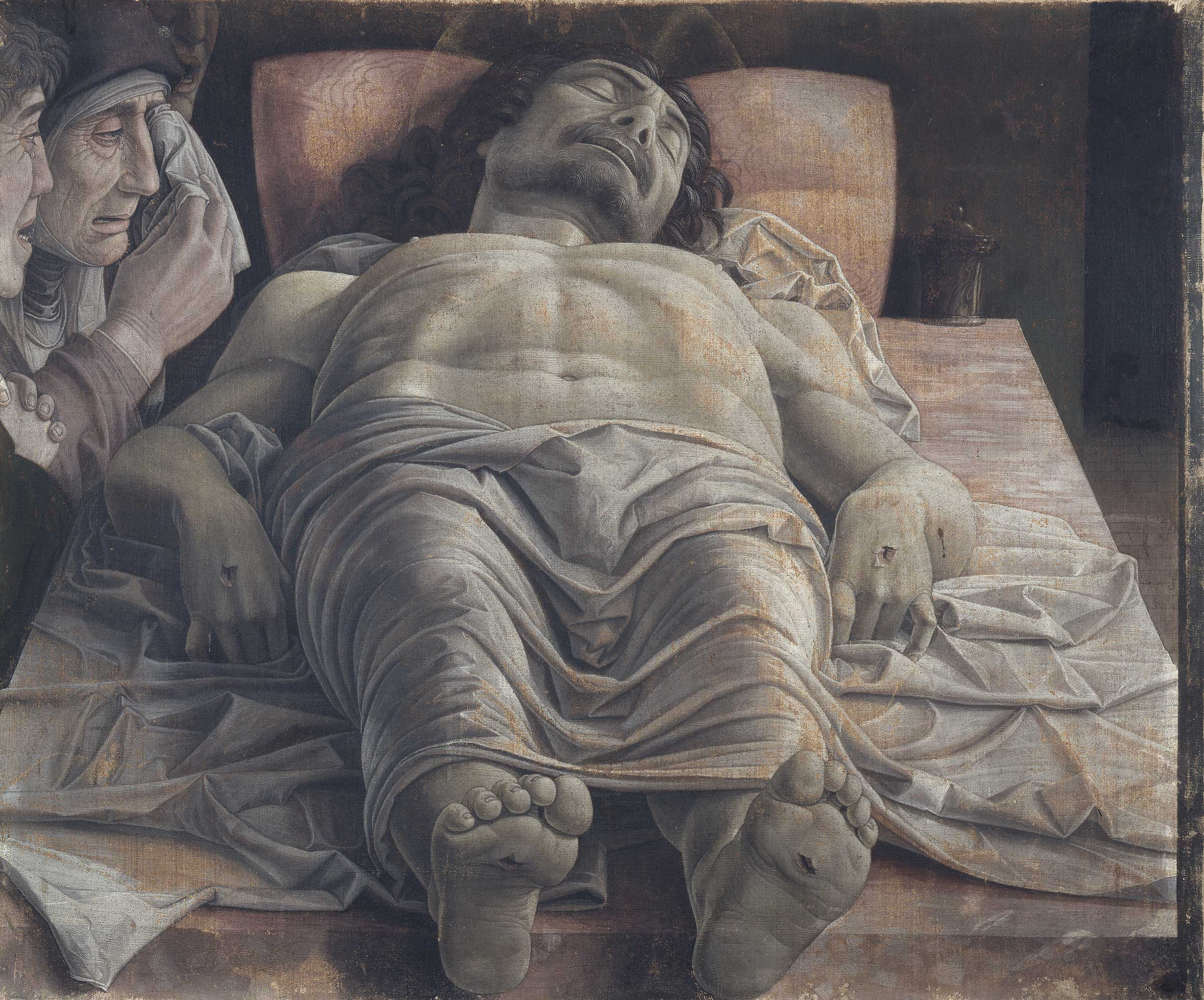
Andrea Mantegna: Beweinung Christi
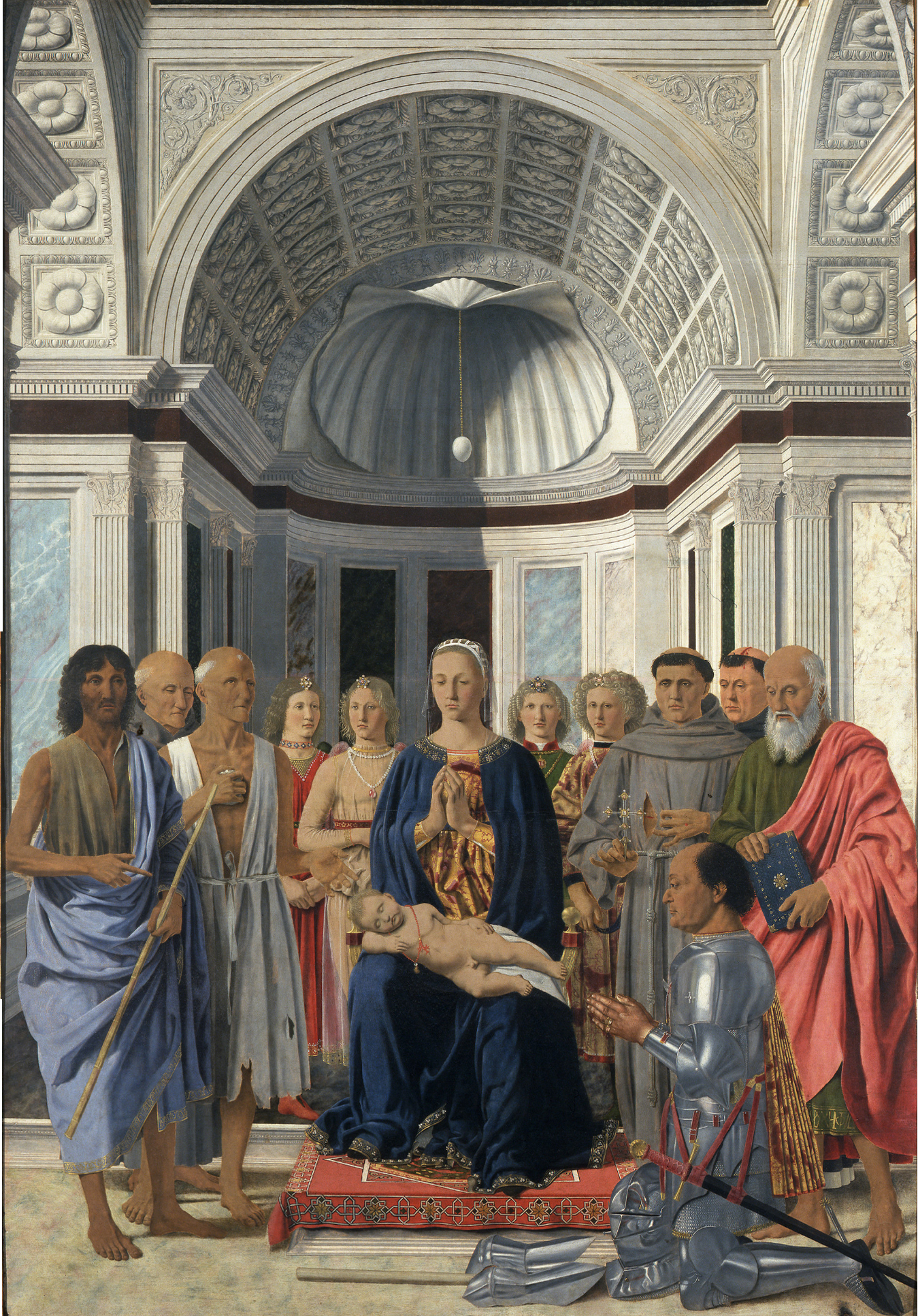
Piero della Francesca: Pala Montefeltro